# Blok naredbi
U računalnom programiranju, blok naredbi (ili blok koda) je odsječak zajednički grupiranog koda, sličan paragrafu - takvi se blokovi sastoje od jedne ili više naredbi. Blokovi naredbi pospješuju čitljivost koda razbijanjem programa u logičke radne jedinice.
U jezicima C, C++, Java i drugima, blokovi naredbi su zatvoreni vitičastim zagradama {}. U jezicima Ada, Pascal i drugima, blokovi se označuju naredbama "begin" i "end". U jeziku Python se označuju indentacijom (off-side pravilo). Za razliku od paragrafa, blokovi naredbi mogu biti ugniježđeni, tj. jedan se blok može nalaziti unutar drugog. Blokovi često definiraju doseg identifikatora unutar djelokruga bloka.
Blokovi često imaju suptilne ali važne semantičke razlike. U jezicima u tradiciji C-a definiraju doseg identifikatora. U jeziku C++ se mogu rabiti za definiranje životnog vijeka objekta (stvaranje i uništavanje). U nekim jezicima (kao što je Pico) se koriste tek za puko grupiranje izraza bez poznavanja koncepta djelokruga varijable. U jezicima kao što je Smalltalk, blokovi su objekti na sebi svojstven način, prošireni s referencom na svoju definicijsku okolinu, tj. zatvorenosti.

## Tipičan blok naredbi
```
int
 
main
()

{

  
return
 
0
;

}

```

## Ugniježđen blok naredbi
```
int
 
main
()

{

  
int
 
x
=
1
;

  
if
 
(
x
 
==
 
1
)

  
{

     
x
++
;

  
}

  
return
 
0
;

}

```

## Drugi formati
Java programeri tipično rabe nešto drukčiju konvenciju za smještanje vitičastih zagrada. Otvarajuća zagrada je na istoj liniji koda kao i deklaracija metode:
```
int
 
main
()
 
{

  
return
 
0
;

}

int
 
main
()
 
{

  
int
 
x
=
1
;

  
if
 
(
x
 
==
 
1
)
 
{

     
x
++
;

  
}

  
return
 
0
;

}

```

Visual Basic zatijeva eksplicitnu End naredbu, kao što slijedi:
```
If
 
x
 
>
 
0
 
Then

  
y
 
=
 
y
 
+
 
x

End
 
If

For
 
i
 
=
 
1
 
To
 
10

  
ČiniNešto
(
i
)

Next
 
' or Next i

```

SQL Server i neki drugi jezici rabe Begin ... End blokove
```
IF
 
y
 
IS
 
NOT
 
NULL

BEGIN

  
SELECT
 
*
 
FROM
 
employee
 
WHERE
 
name
 
=
 
y

END

```